# Pseudopsolus
Pseudopsolus is een geslacht van zeekomkommers uit de familie Cucumariidae.

## Soorten
- Pseudopsolus ferrari Bell, 1908
- Pseudopsolus macquariensis (Dendy, 1897)